# 義大利文化

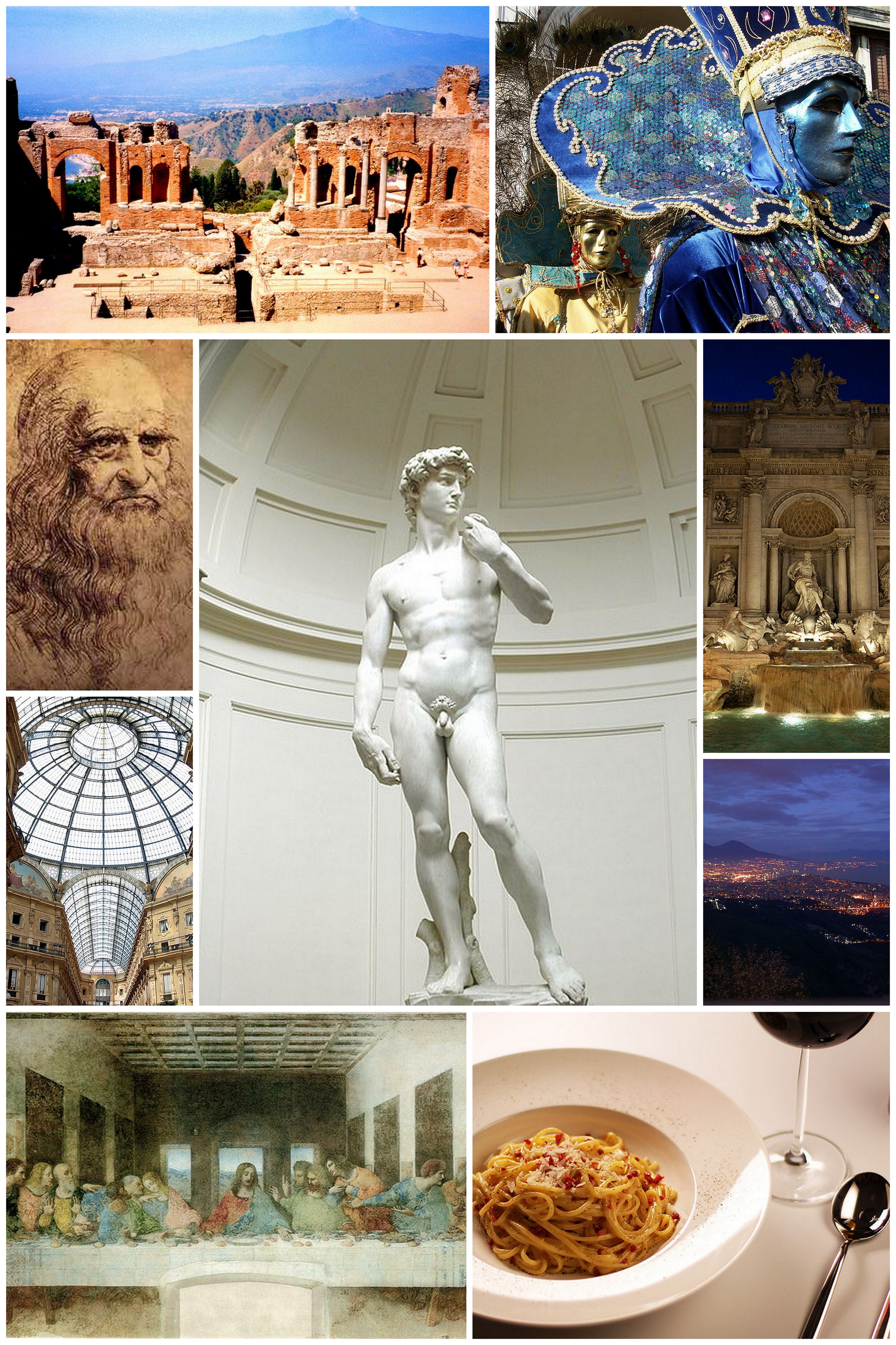
豐富多元的意大利文化

意大利文化是指意大利半島與周圍地區形成的文化。從古代到16世紀為止，意大利都是西方文化的核心，也是伊特拉斯坎文明、古羅馬、羅馬天主教、人文主義和文藝復興運動的起源。
在羅馬帝國出現之前，伊特拉斯坎文明和萨莫奈文化於意大利蓬勃發展。腓尼基人和希臘人在耶穌誕生前幾個世紀開始於意大利建立定居點，特別是成為欣欣向榮的希臘古典文明定居地。意大利南部的希臘遺址或許是世界上最壯觀，也是保存最完好的地方。隨著君士坦丁皇帝於312年開放基督教信仰後，羅馬天主教成為意大利公開和正式的主要宗教，意大利對基督教的發展和西方信仰和道德觀念產生深遠的影響 。
意大利於1088年建立博洛尼亞大學，也是歐洲歷史上第一所大學。其他意大利大學緊隨其後出現，例如意大利南部的萨勒诺医学院是中世紀歐洲第一所醫學院。這些優秀的學習中心促使文藝復興運動的發展。歐洲文藝復興時期開始於意大利，而意大利的繪畫、雕塑、建築、科學、文學和音樂則是整個歐洲的核心。從巴羅克時期到浪漫主義時期，意大利的文化繼續於歐洲保持領先地位，當繪畫和雕塑的主導地位減弱時，義大利文化在音樂重新建立領先地位。
意大利藝術家在20世紀已經相當具有影響力。他們在1920年代和30年代的現代主義，並繼續在國際當代藝術市場中具有重要地位。第二次世界大戰後，意大利新寫實主義在電影界具有重要影響力，從1960年代開始，意大利建立了一個偉大的電影文化。意大利的設計塑造了戰後世界的面貌，今天意大利時尚和設計無疑具有國際領先地位。西方文明內部和外部的各個方面都出現在意大利半島上，例如基督教信仰、金融、公民社會（如參議院）、哲學、法律、藝術、科學、社會習俗和文化。
意大利直到1861年統一之前並不存在於世界上，因此在歷史上曾經存在於意大利半島的政體、傳統及藝術活動都被歸屬在意大利之下。雖然這些地區的政治及社會制度是獨立運作，意大利在歷史及文化上的遺產仍然是相當巨大的。。歌劇和音樂是意大利文化中聞名於世的部分，意大利料理和食品通常被認為是世界上最受歡迎的文化之一，電影（如《甜蜜生活》、《美麗人生》與《黄金三镖客》等經典影片），藝術和時尚文化（米蘭為世界時尚之都）也都舉世聞名。
意大利是擁有聯合國教科文組織世界遺產最多的國家（53個），意大利擁有世界上最偉大藝術品的半數，意大利全國估計有100,000個任何形式的紀念物（博物館、宮殿、建築物、雕像、教堂、藝術畫廊、別墅、噴泉、歷史建築與考古遺跡。

## 視覺藝術

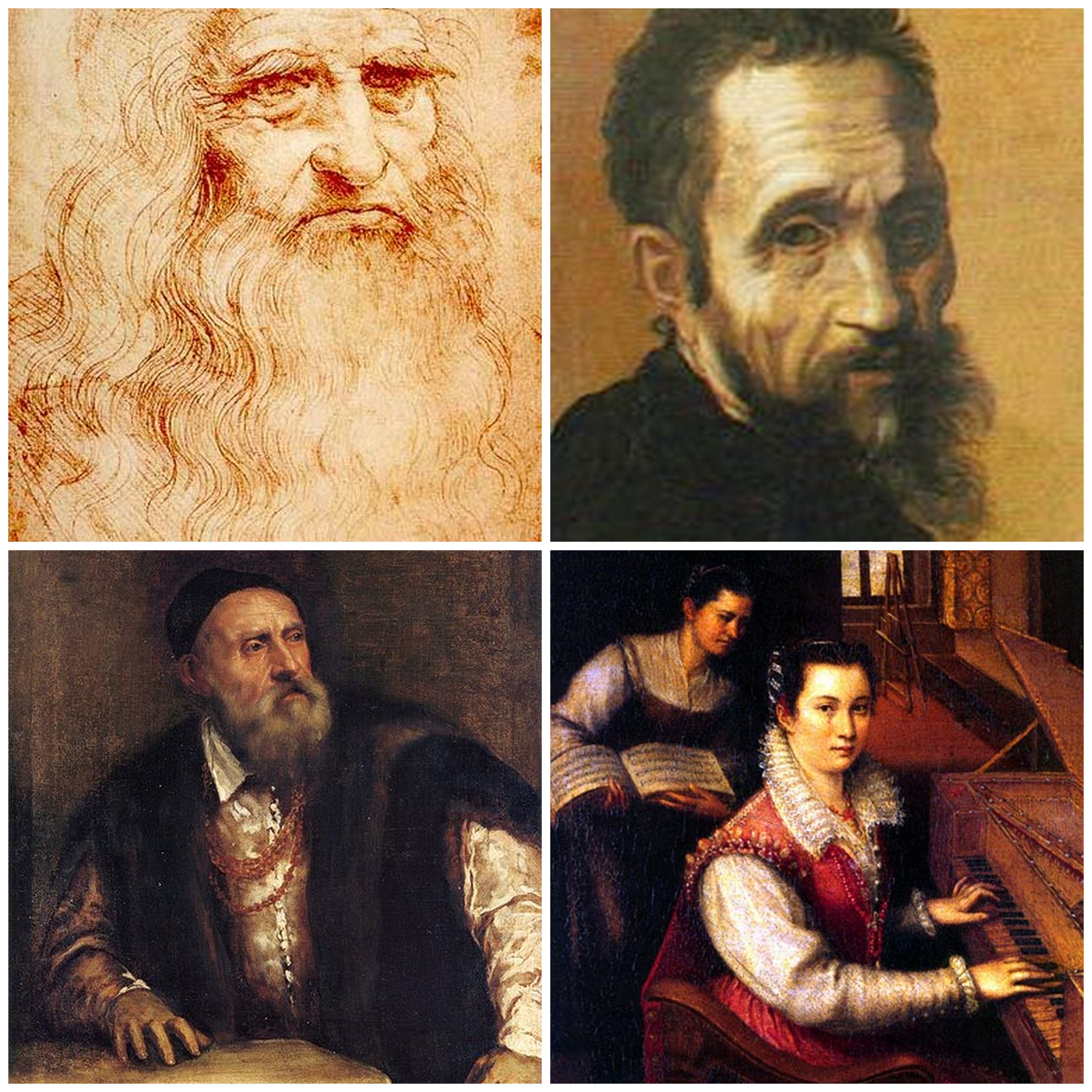
4位著名義大利繪畫家，分別是李奧納多·達·文西、米開朗基羅、提香與拉维尼亚·丰塔纳

義大利的繪畫傳統特色為溫暖的色調及光線，例如卡拉瓦喬及提香的作品，並呈現出宗教信仰的主題。從羅馬式藝術及哥德式藝術開始，經過文藝復興及巴洛克時期的數百年間，義大利繪畫都代表著歐洲繪畫的最高水準。這些時期著名的藝術家包括米開朗基羅、李奧納多·達·文西、桑德羅·波提切利、提香、多那太羅、卡拉瓦喬、安杰利科修士、拉斐爾及濟安·貝尼尼等人。在這之後，因為受到許多外來政權的侵略，導致義大利藝術在歐洲的地位日漸衰弱。直到20世紀，未來主義代表人翁貝托·薄邱尼與賈科莫·巴拉（Giacomo Balla）的畫作才讓義大利的繪畫再度引導世界的潮流。在未來主義之後，喬治·德·基里科的抽象畫對於後來的超現實主義畫家產生巨大的影響。

## 文學

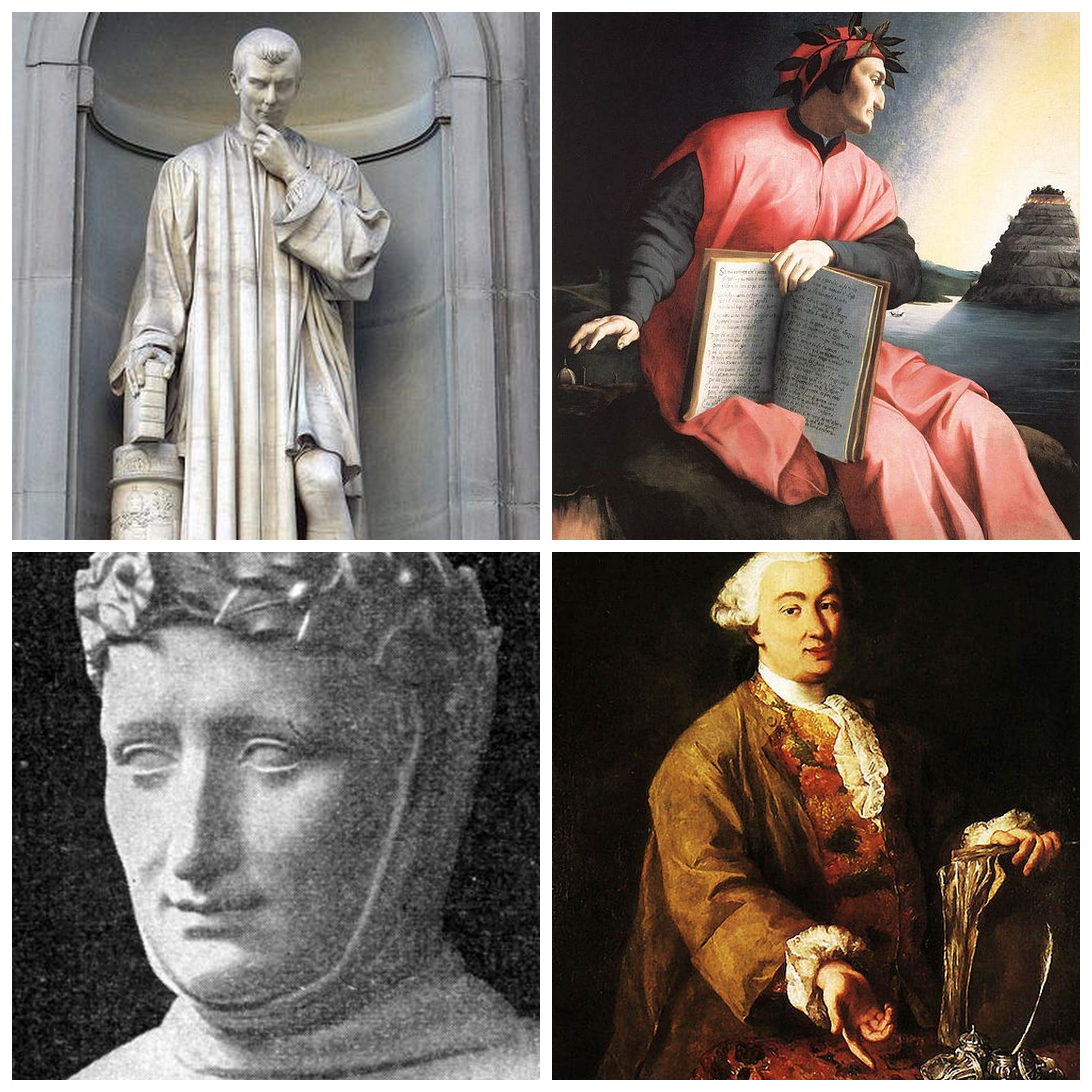
4位著名的義大利文學家，由左上方順時鐘分向分別是: 尼可罗·马基亚维利、但丁·阿利吉耶里、卡洛·哥爾多尼與弗朗切斯科·彼特拉克

現代的義大利語是奠基於佛羅倫斯詩人但丁·阿利吉耶里，他的著名作品《神曲》被認為是中古时代歐洲最出色的文學作品。義大利歷史上擁有許多著名的文學家，例如喬萬尼·薄伽丘、贾科莫·莱奥帕尔迪、亚历山德罗·曼佐尼、托尔夸托·塔索、阿里奧斯托及弗朗西斯克·彼特拉克（以十四行詩而聞名）等。焦爾達諾·布魯諾、马尔西利奥·费奇诺、尼可罗·马基亚维利及維柯都是義大利傑出的哲學家。現代義大利文學家也多次獲得諾貝爾文學獎的肯定，包括國家詩人焦蘇埃·卡爾杜奇於1906年獲獎、自然主義作家格拉齊亞·黛萊達於1926年獲獎、小說家路伊吉·皮蘭德婁於1934年獲獎、詩人萨尔瓦托雷·夸西莫多於1959年獲獎及埃烏傑尼奧·蒙塔萊於1975年獲獎，劇作家達里奧·福則於1997年獲獎。

## 戲劇
義大利的戲劇可以追溯至古羅馬時代，並廣泛的受到希臘的影響，許多作品都是由希臘戲劇所翻譯改編的。許多普勞圖斯的喜劇作品是由米南德的作品改編的。一種即興劇－藝術喜劇在16世紀及18世紀初開始發展，並存在至今。巡迴演出的劇團會設立一個露天舞台，表演雜技、特技與幕表戲（Canovaccio），這是一種擁有固定角色及粗略的劇情大綱的喜劇，演出全由演員自己即興發揮。

## 科學

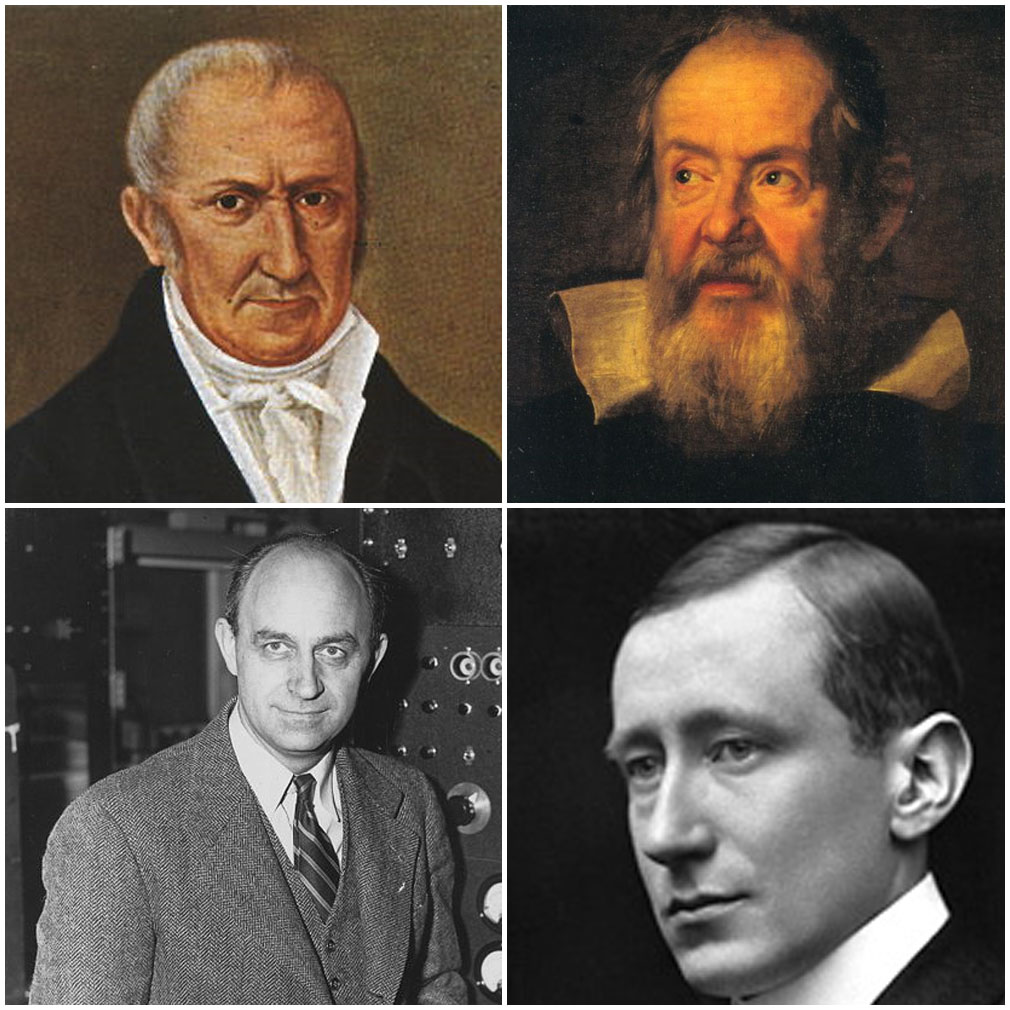
四位著名的義大利科學家，由左上方順時鐘分向分別是: 亞歷山德羅·伏打、伽利略·伽利萊、古列爾莫·馬可尼與恩里科·費米

義大利在歷史上擁有許多著名的科學家。李奧納多·達·文西對於許多領域都有重要的貢獻，包括藝術、生物及工藝。伽利略·伽利萊是一位數學家、天文學家及物理學家，在科學革命中扮演重要的角色。伽利略對於望遠鏡的改良及天文觀測有重要的貢獻，他也支持哥白尼所提出的主張。物理學家恩里科·費米是1938年的諾貝爾物理獎得主，他率領他的團隊負責設計建造世界首座持續鏈式裂變的核反應爐，並對許多科學領域作出貢獻，包括量子論在內。
義大利其他著名的科學家包括乔瓦尼·多梅尼科·卡西尼（發現許多新的太陽系天體及現象）及發明電池的亞歷山德羅·伏打。著名的數學家包括約瑟夫·拉格朗日、斐波那契及卡爾達諾（代表作為《Ars Magna》）。醫生马尔切洛·马尔皮吉則是顯微解剖學的奠基人。生物學家史帕朗札尼是實驗生物學的奠基者，對於人體機能、動物繁殖及細胞研究有巨大的貢獻。科學家卡米洛·高爾基對於神經系統研究有許多重要貢獻，包括發現高爾基體，並獲得1906年諾貝爾生理學或醫學獎。他的發現則對神經元學說理論有關鍵性的貢獻。古列爾莫·馬可尼則因為對無線電的發展作出巨大貢獻而獲得1909年的諾貝爾物理獎。

## 哲學
意大利哲学是活跃于阿尔卑斯山以南（Citramontana），亚平宁半岛和西西里岛一带的哲学。古希腊罗马以来，这一地区诞生了许多重大的思想传统。

## 音樂

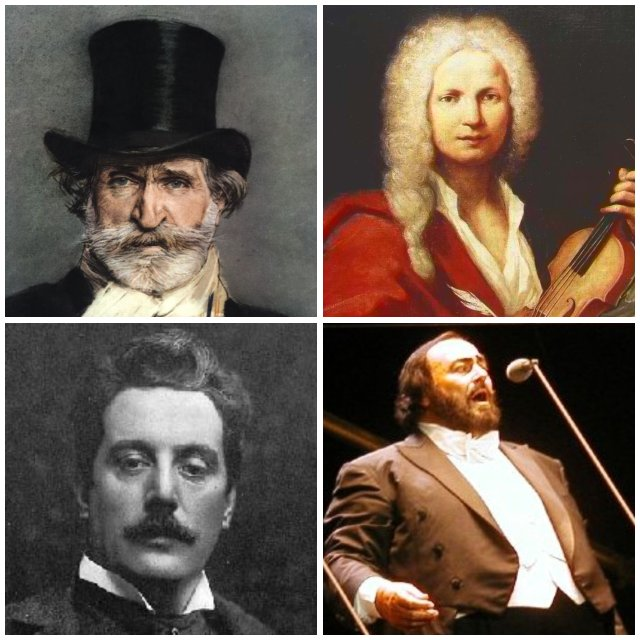
四位著名的義大利音樂家、作曲家與歌手，由左上方順時鐘分向分別是: 朱塞佩·威爾第、安東尼奧·韋瓦第、盧奇亞諾·帕華洛帝與賈科莫·普契尼

從民俗音樂到古典音樂，音樂在義大利文化中扮演一個重要的角色。義大利許多古典音樂的傳統都是由戲劇發展而來的。義大利也經常被視為歌劇的發源地。義大利語歌劇被認為奠基於1600年代早期的威尼斯與曼托瓦等地。古典音樂所使用的樂器，包括小提琴及鋼琴都是由義大利人發明的。許多廣泛使用的古典音樂形式，例如交響曲、協奏曲及奏鳴曲等都可以追溯至16至17世紀時期的義大利音樂。
義大利曾經醞育出許多著名的作曲家，包括文藝復興時代作曲家喬瓦尼·皮耶路易吉·達·帕萊斯特里納及克勞迪奧·蒙台威爾第；巴洛克時代作曲家亞歷山德羅·斯卡拉蒂、阿爾坎傑羅·科雷利及安東尼奧·韋瓦第；古典時期作曲家尼可羅·帕格尼尼及喬奇諾·羅西尼；浪漫主義作曲家朱塞佩·威爾第及賈科莫·普契尼。現代義大利作曲家盧西亞諾·貝里奧及路易吉·諾諾對於實驗音樂及電子音樂的發展貢獻良多。古典音樂在義大利相當興盛，歷史上有許多歌劇院設立在此，例如米蘭的斯卡拉大劇院與那不勒斯的聖卡爾洛劇院。鋼琴家毛利齊奧·波里尼及20世紀著名男高音盧奇亞諾·帕華洛帝也都是20世紀重要的音樂家，顯示出義大利多元的音樂文化。
爵士樂在1920年被引進義大利，並受到義大利人異常強烈的支持，既使在法西斯主義盛行（採取反美文化政策）時仍受到人民的歡迎。直到今日，義大利仍然擁有許多著名的爵士樂中心，包括米蘭、羅馬及西西里島等。義大利也是1970年代前衛搖滾浪潮的發源地之一。每年舉辦的聖雷莫音樂節是義大利流行音樂的重要盛事，它是受到歐洲歌唱大賽的鼓舞而成立的。歌手米娜、古典音樂家安德烈·波伽利、歌手蘿拉·普西妮及艾羅斯·拉瑪佐第也都受到國際上廣泛的讚譽。

## 建築

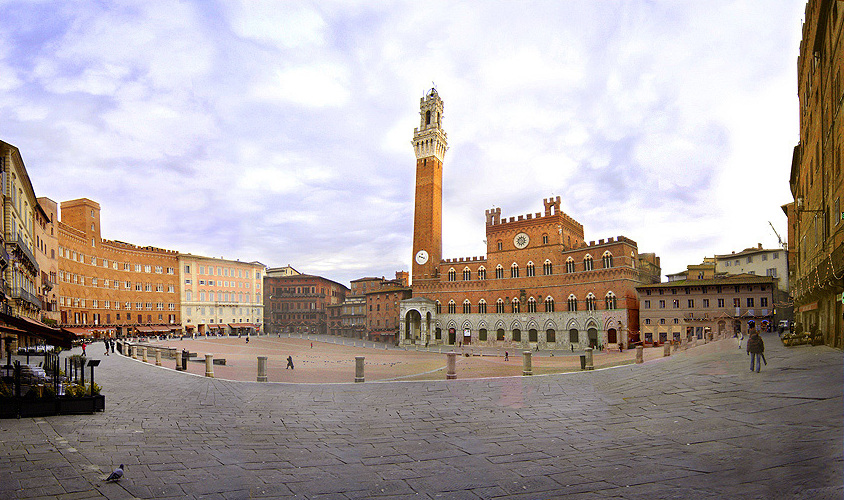
錫耶納的田野廣場是義大利中世紀建築的經典代表

義大利悠久的歷史上出現過許多不同的建築風格，從古典羅馬與希臘、哥德式、文藝復興、巴洛克、新古典主義、新藝術風格到現代。包含幾個國家著名的建築，例如萬神殿、鬥獸場、比薩斜塔、田野廣場、米蘭主教座堂、聖母百花聖殿、威尼托的帕拉第奧式別墅（Ville palladiane）、聖母大殿、奧爾別墅（Villa Olmo）與皮埃利大廈（Pirelli Tower ）。義大利擁有許多著名建築師，有一些甚至改變建築的發展歷史，例如安德烈亞·帕拉弟奧 （創造帕拉弟奧主義）、菲利波·布魯內萊斯基、濟安·貝尼尼與倫佐·皮亞諾。

### 從古典到哥德風格

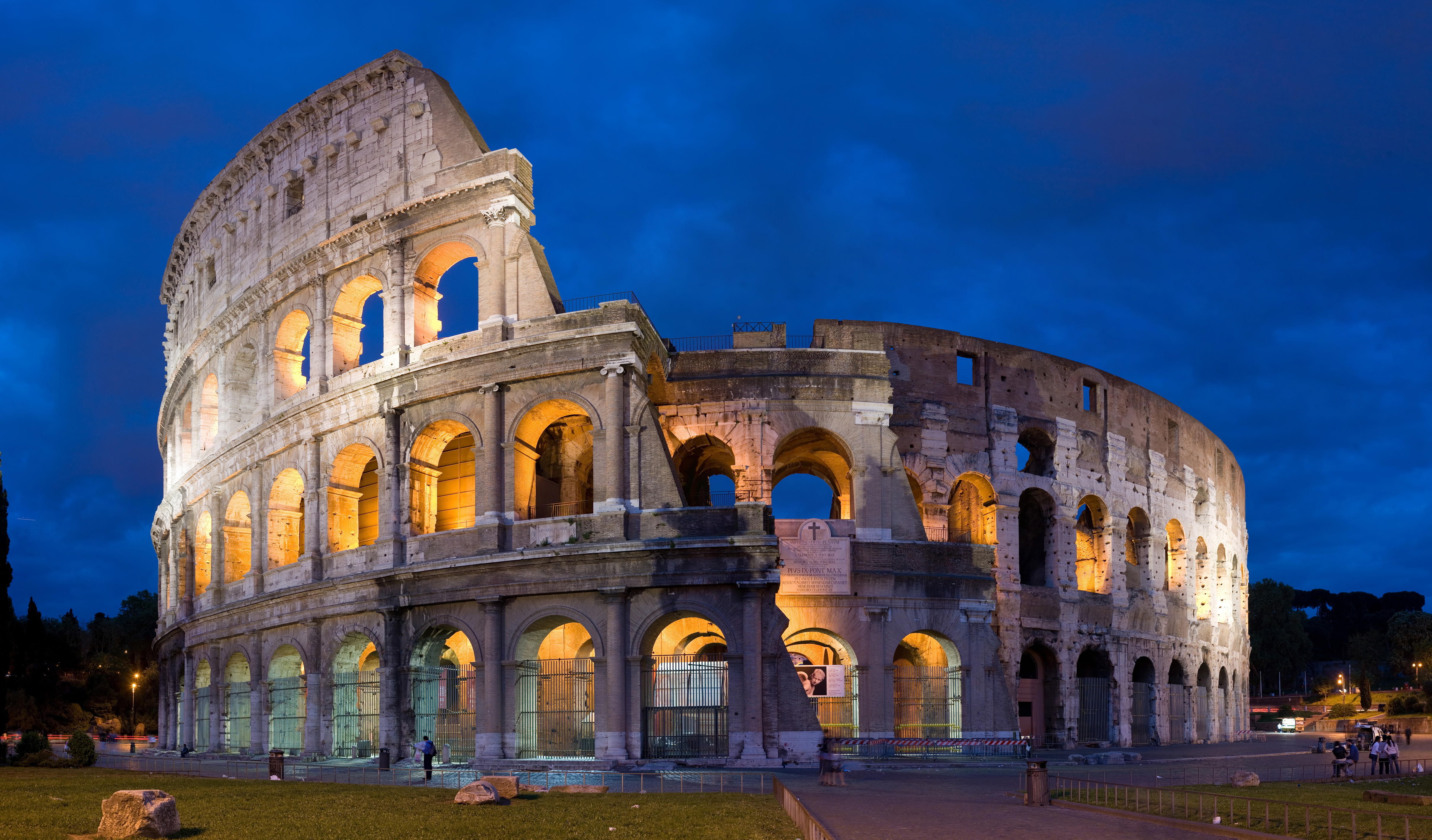
羅馬競技場

義大利建築開始於古希臘、古羅馬與伊特拉斯坎文明，這兩個文明建造寺廟、教堂、圓柱、廣場、宮殿、高架渠、牆和公共澡堂。羅馬建築對於義大利與西方世界產生巨大的影響。由於羅馬帝國擴展到相當廣大的領域，其中包括許多城市化地區。羅馬工程師為了配合公民來開發方法可以大規模發展，包括使用混凝土。大規模的建築物，例如萬神殿與鬥獸場不可能使用之前的技術來建造。雖然混凝土早在1,000年前就在近東地區被發明出來了，但是羅馬人善於利用材料的強度及低廉的成本，將它的使用範圍從城寨擴展到最令人印象深刻的建築物與古蹟。在羅馬建築中，城牆的核心覆蓋著石膏、磚、石或大理石貼面，並有彩繪裝飾與鍍金的雕塑，展現出令人眼花繚亂的權力與財富。
哥德式建築在義大利出現於12世紀，但直到13世紀之前並沒有成熟到成為獨特的風格，部分原因是地理因素所造成。由於其相對晚熟，受到拜占庭與古典藝術風格的影響，所以磚（而不是石頭）是最常見的建築材料與最常見的大理石裝飾材料，義大利哥德式建築存在獨有的特點，有別於它的發源地法國以及其他歐洲國家的發展方向。
尤其是大膽的建築風格與創新技術很少出現在法國的哥德式教堂上。除了米蘭主教座堂（它是義大利人、法國人與德國人共同合作一個世紀的產物）以外，很少有義大利教堂注重縱向發展、匯集成群的軸心、華麗的花紋與複雜的拱肋﹝vault rib﹞ 這些哥德式建築出現在歐洲其他地方的特徵。著名的範例包括義大利哥德式建築聖十字聖殿、奧爾維耶托主教座堂與錫耶納主教座堂，它們獨特華麗的外觀設計是顯而易見的。

### 文藝復興至現代

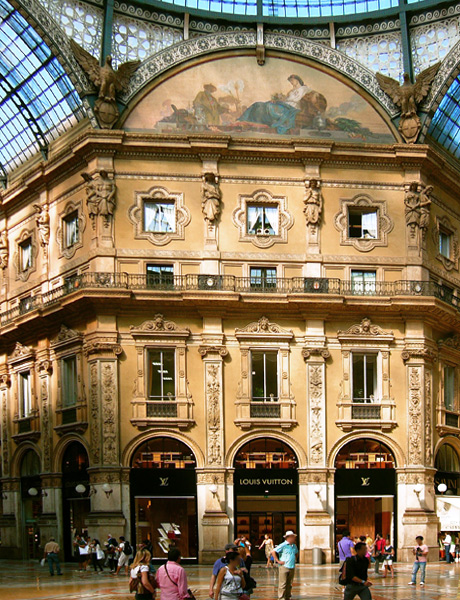
米蘭的埃馬努埃萊二世長廊，是義大利首個使用鋼鐵建造的建築，被認為是世界上最古老的購物長廊

15世紀的義大利處於文藝復興時期，特別是佛羅倫斯。新的建築風格在佛羅倫斯出現，與從羅馬式建築風格中緩慢演化出哥德式風格相異，建築師從過去的「黃金時代」中獲得靈感。古代建築結構的學術方法被重新學習。
古代建築遺蹟，特別是在羅馬，仍然顯示出古典風格，為藝術家提供了靈感，哲學當時也朝向古典風格發展。
義大利則成為主要的歐洲中心的巴羅克式，不同的巴羅克式建築風格紛紛出現，特別是在西西里島 （參見西西里巴羅克風格） 。新古典主義風格的建築在18世紀和19世紀開始出現在羅馬、米蘭、杜林與義大利各地。19世紀也出現一些相當大的義大利建築，包括米蘭的埃馬努埃萊二世長廊，它是世界最古老的購物長廊，影響到其他建築，例如那不勒斯翁貝托長廊、倫敦的伯靈頓拱廊（Burlington Arcade）與聖彼得堡的長廊。

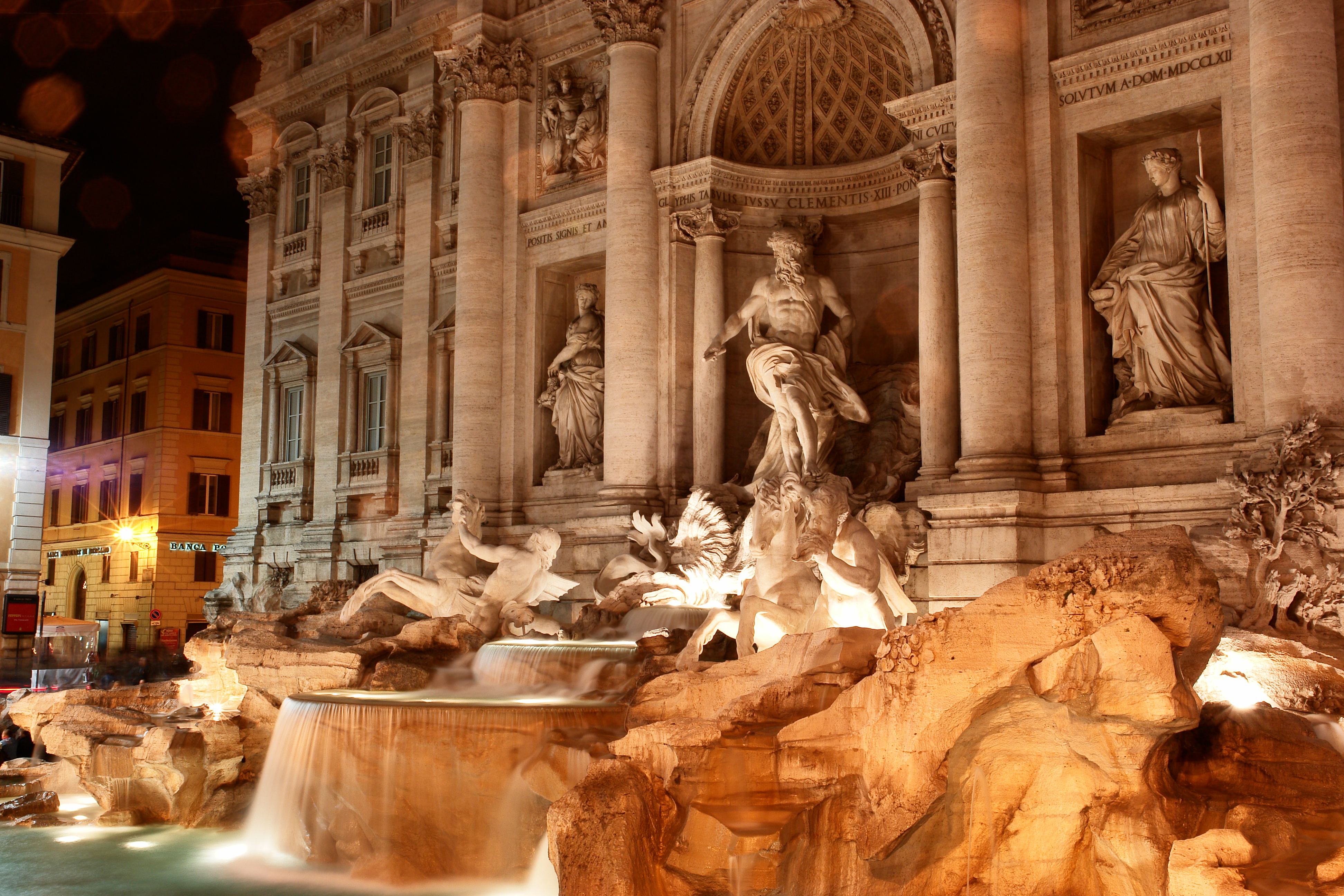
羅馬的特萊維噴泉是巴洛克風格的經典代表

義大利在20世紀也進行幾個重大工程，新藝術建築風格開始出現，在義大利則被稱為「自由」建築。理性-法西斯主義在法西斯時代持續發展，一直持續到1940年代。義大利在1921年建立了世界上第一條高速公路連結米蘭與瓦雷澤之間，而菲亞特的靈格托在當時是世界上最大的汽車製造廠。幾棟摩天大樓在1950年代與1960年代出現在全國各地，例如著名的皮雷利大廈與托雷維拉斯加塔。義大利在21世紀最顯著的建築物是羅鎮的米蘭國際展覽館（位於米蘭附近，是歐洲最大與最重要的展覽中心之一 ）。而2015年世界博覽會也將在米蘭舉行，其中三棟新的摩天大樓為lo storto、il curvo與il diritto，它們將由外國建築師，如扎哈·哈迪德、磯崎新與丹尼爾·利貝甚金德來設計。這也將是一個計畫或城市重劃，被稱為“城市生活”，在米蘭的西北部建造新的行人專用區、公園、綠地、湖泊與水道。

### 宮殿

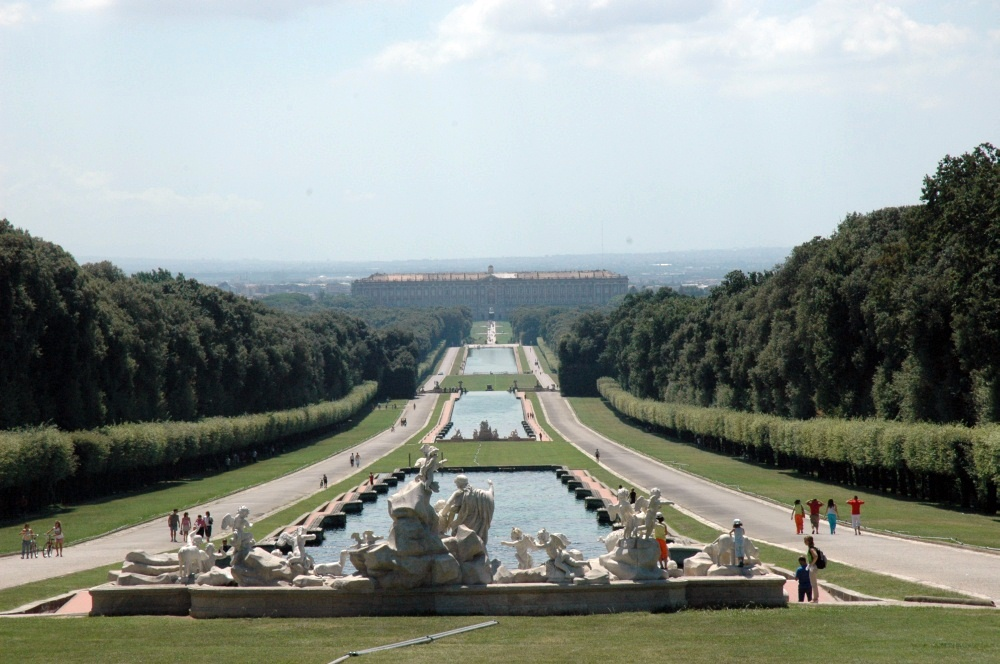
卡塞塔宮（Palace of Caserta）的花園，它在1996年被列入世界遺產，被認為是壯麗巴洛克藝術的天鵝之歌

義大利在各個城市擁有許多不同風格的宮殿（主要是羅馬、佛羅倫斯、威尼斯、米蘭、杜林、博洛尼亞與那不勒斯），各式各樣不同的風格的宮殿建立在此，包括古羅馬建築、拜占庭、羅曼式建築、中古時代建築、哥德式建築到文藝復興時期建築、巴洛克建築、洛可可建築、新古典風格建築及法西斯主義建築等。「Palazzo」這個名詞在義大利更廣泛地使用，比起英語「palace」。宮殿在義大利是一些具有野心的建築師所設計的宏偉建築，是一個家庭或一些著名機構的總部，甚至是英國所謂的「公寓大樓」或居所。在威尼斯，大部分宮殿被稱為“Ca”，這是“Casa” 的簡寫，在義大利意思是「房子」，例如佩薩羅宮及雷佐尼可宮。
義大利著名宮殿包括斯帕達宮、拉特朗宫、奎里纳莱宫、舊宮、彼提宮、卡塞塔王宮、杜林王宮、卡波迪蒙特宮（Palace of Capodimonte）、那不勒斯王宮、利塔宮（Palazzo Litta）、得特宮﹝Palazzo del Te﹞、黃金宮、 福斯卡里宮、總督宮及雷佐尼可宮等。

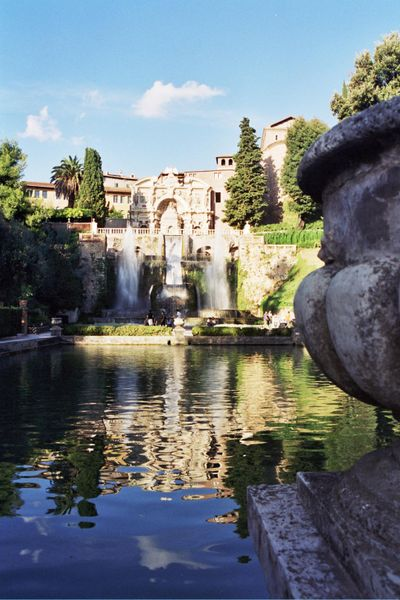
伊斯特別墅（Villa d'Este）

### 花園
義大利有一些別墅擁有著名的花園，其中大部分採用義大利式花園（Giardino all'italiana）設計，例如那些伊斯特別墅（Villa d'Este）。他們設計的原則是完美的幾何形狀及對稱性，展現淩駕於自然界的壯觀秩序。義大利式花園受到羅馬式花園和義大利文藝復興式花園的影響，並且已經被歐洲其他家族仿效長達數百年。
義大利文藝復興式花園出現在15世紀後期的羅馬及佛羅倫斯別墅。靈感來自古典思想中的秩序及美麗，他們的目的是要提供一個超越花園及自然風光的愉快觀點，為了省思以及享受花園本身的景色、聲音及氣味。

## 電影

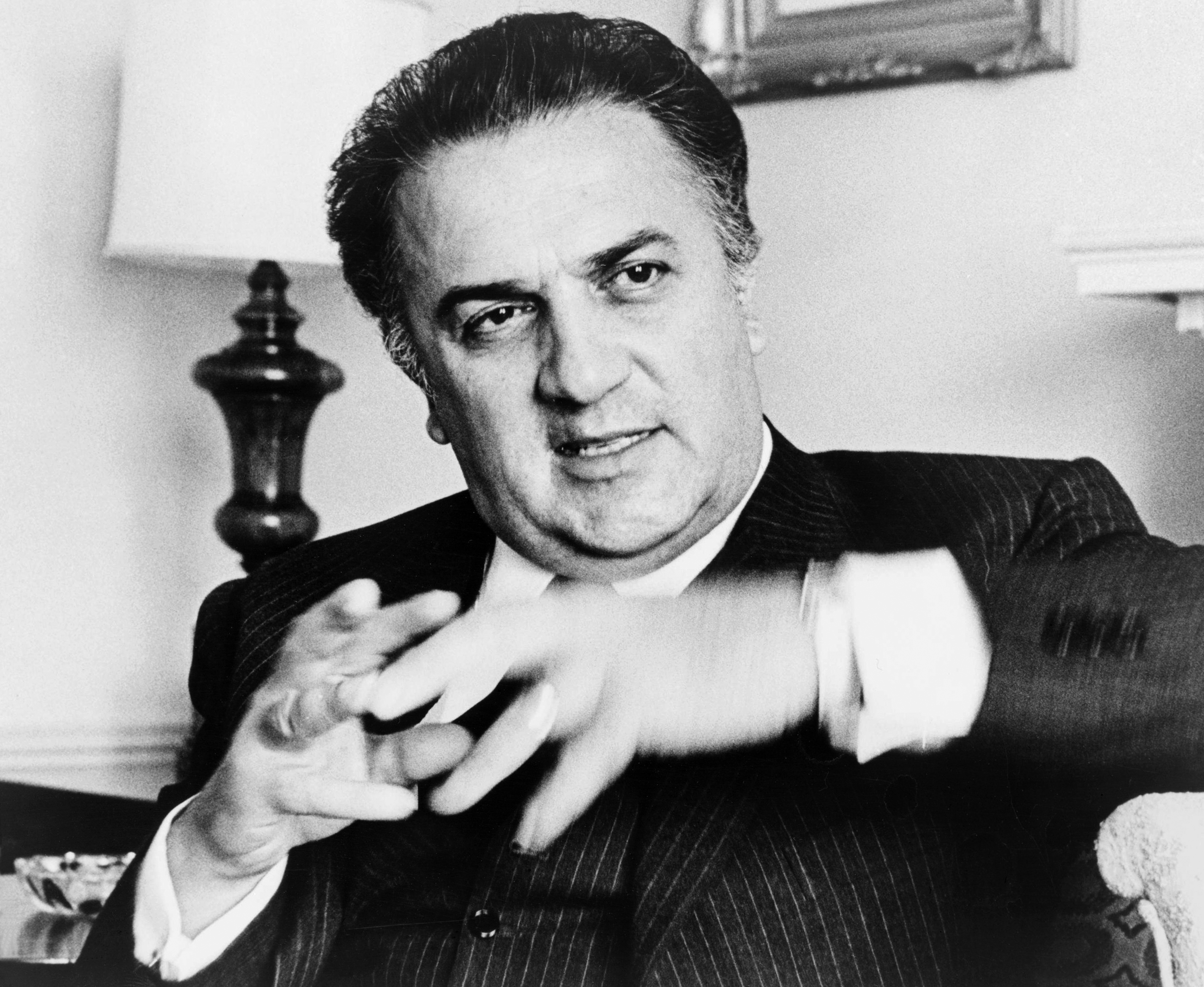
義大利著名電影導演費德里柯·費里尼對電影發展的影響極為深遠

義大利電影歷史起始於盧米埃兄弟公開播放電影幾個月之後，而首部義大利電影長度只有幾秒鐘，當時是為了祝福教宗良十三世而拍攝的。義大利電影工業於1903年至1908年間誕生，當時陸續有3間電影公司成立。而其他電影公司隨之在米蘭及那不勒斯等地出現。早期的電影公司很快的製作出相當水準的電影作品，並將影響力擴展到國外。墨索里尼在第二次世界大戰期間於羅馬設立電影城市（Cinecittà）製片場，企圖利用電影來進行政治宣傳。
在第二次世界大戰結束後，義大利電影廣泛的輸出到世界各地，直到1980年代才逐漸式微。這個時期的知名導演包括費德里柯·費里尼、維多里奧·狄西嘉、皮埃爾·保羅·帕索里尼、塞吉歐·李昂尼、米開朗基羅·安東尼奧尼及達利歐·阿基多等人。《大路》、《單車失竊記》、《黃昏三鏢客》等電影都是電影史上的經典代表。不過近年來義大利電影在美國電影界的發展並未獲得很多注目，例如羅貝托·貝尼尼自導自演的《美麗人生》及馬西莫·特羅西的《郵差》，但是義大利目前也是獲得奧斯卡最佳外語片獎次數最多的國家。

## 體育

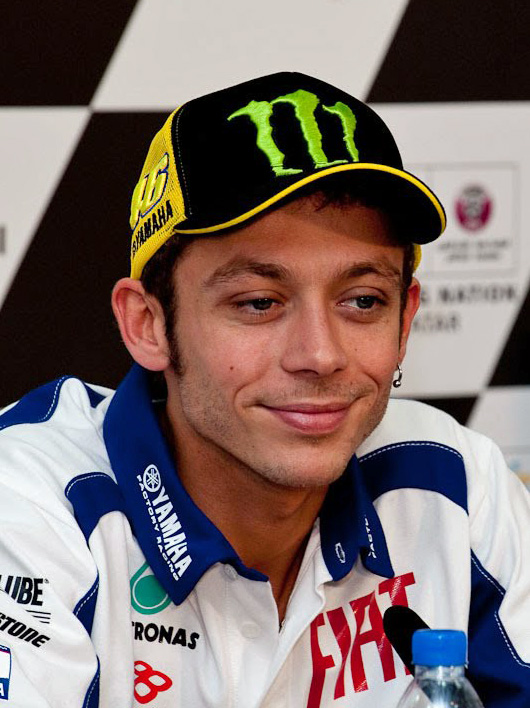
瓦伦蒂诺·罗西曾獲得9次世界摩托車錦標賽的年度冠軍，被認為是史上最出色的機車賽車手之一

足球是意大利的第一運動，此外籃球、排球、擊劍、水球、橄欖球、冰上曲棍球（主要盛行於米蘭、特倫托自治省及威尼托地區）、直排式溜冰、賽車及自行車競速在義大利亦相當受到歡迎。而義大利北部地區對於冬季運動更加喜愛，並曾經舉辦過許多國際賽事及冬季奧運（杜林曾在2006年舉辦過第10屆冬季奧運）。而傳統節慶也經常與體育活動互相結合，例如錫耶納的賽馬節與9月第1個禮拜日在威尼斯舉行的貢多拉划船競賽。古羅馬時代的角鬥士會在羅馬競技場進行競技，而現代羅馬的羅馬奧林匹克體育場也會舉辦足球比賽。
足球是義大利最受歡迎的團隊運動，在國際球壇素以頑強的防守見長，而義大利足球甲級聯賽也是世界上最著名的足球聯盟之一，彙集眾多豪門俱樂部與頂級球星，享有「小世界盃」的美譽。義大利國家足球隊曾4次奪得世界盃足球賽冠軍，分別是1934年、1938年、1982年及2006年，奪冠次數位居世界第2，僅次於巴西的5次。義大利在國際足球總會的國際足總世界排名也曾高居世界第1位，雖然在2010年7月僅排名在世界第11位。除此之外，意甲联盟的AC米蘭隊，祖雲達斯隊以及國際米蘭隊在世界範圍內擁有大量支持者，其中AC米蘭隊曾經七次捧得歐洲冠軍聯賽的冠軍獎盃，國際米蘭隊和祖雲達斯隊亦分別三次以及兩次捧杯。
板球在義大利也逐漸受到歡迎，義大利國家板球隊是由義大利板球聯盟（Federazione Cricket Italiana）所管理，目前在國際板球理事會的世界排名為27位，在歐洲則名列第5位。義大利亦曾經於1934年及1990年2度主辦世界盃足球賽，並在1960年由羅馬主辦過第17屆奧林匹克運動會。

## 時裝

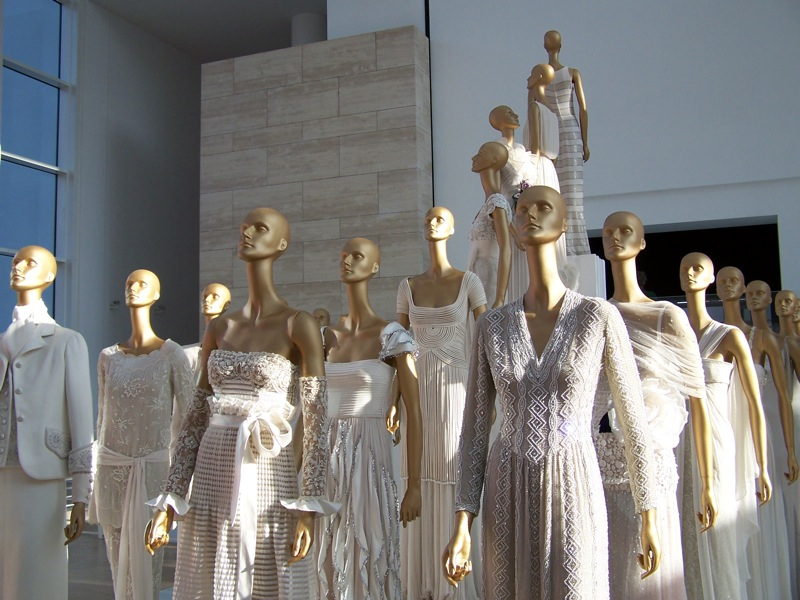
范倫鐵諾服飾

義大利時裝發展擁有悠久的歷史，被認為是世界上最重要的地區之一，與法國時裝，美國時裝，英國及日本時裝並列。米蘭、佛羅倫斯和羅馬是義大利的主要時裝之都。然而，那不勒斯、杜林、威尼斯、博洛尼亞、熱那亞和維琴察則是其他的時裝中心。根據2009年全球語言監測（Global Language Monitor）的數據顯示，米蘭被認為是世界上真正的時裝之都，甚至超越其他國際城市，例如紐約、巴黎、倫敦與東京，羅馬則名列第4位。義大利主要的時裝品牌被視為最優秀的時裝公司之一的世界，例如Gucci、Prada、Versace、Valentino、 Armani、Dolce & Gabbana、Missoni、Fendi、Moschino、Max Mara與Ferragamo等。此外，時裝雜誌《義大利時尚》被認為是世界上最重要和最負盛名的時裝雜誌。

## 設計
義大利在設計領域的表現相當出色，特別是室內設計、建築設計、工業設計與城市設計。義大利也培養出一些著名的傢俱設計師，例如吉奧·彭蒂（Giò Ponti）與埃托雷·索特薩斯。一些義大利語名詞，例如Bel Disegno與Linea Italiana也成為傢俱設計的用語。義大利家用電器及傢俱的經典範例，包括金章的洗衣機與冰箱、Atrium的「新聲」沙發與埃托雷·索特薩斯後現代的書架（受到美國歌手鮑勃·迪倫的歌曲孟菲斯藍調的啟發）。米蘭與杜林目前在建築設計與工業設計方面位居國內領先地位。義大利最大的設計展示中心米蘭國際展覽館也位於米蘭附近，它也是歐洲最大也是最重要的工業設計展覽中心之一。米蘭還舉辦過大型設計及建築相關活動，例如Fuori Salone和Salone del Mobile，許多設計師也居住在此，例如布魯諾·莫那（Bruno Munari）、盧齊歐·封塔納、恩里科·卡斯泰拉尼（Enrico Castellani）與皮耶羅·曼佐尼（Piero Manzoni）。

## 料理

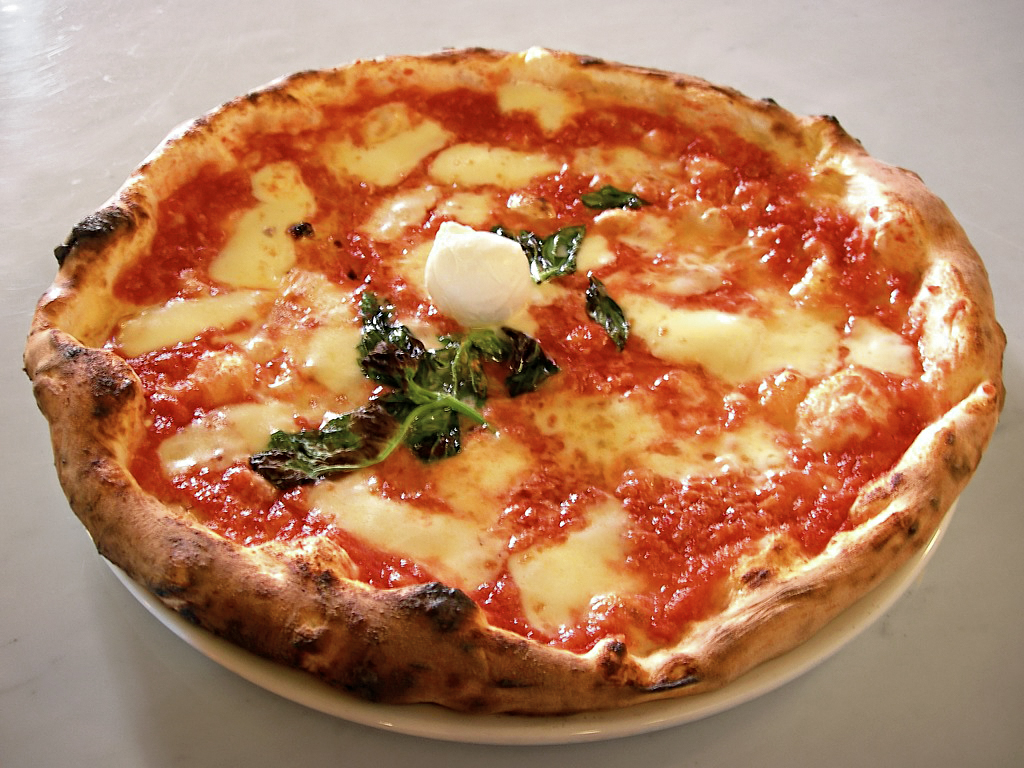
傳統的義大利比薩餅

義大利的飲食文化受到幾個世紀的政治及社會改變的影響，歷史可以追溯至4世紀。新大陸的發現對於義大利料理產生重大的影響，一些蔬菜因此可以取得，其中包括蕃茄、馬鈴薯、玉米及辣椒。不過現代義大利料理的核心架構直到18世紀後才逐漸發展出來。
許多義大利料理及成分因不同的區域而有所變化。但是許多區域性的料理逐漸散播到國外，因此產生不同的變化。起司與葡萄酒是義大利料理重要的一環，並隨著不同的變化及葡萄酒定級規則（Denominazione di Origine Controllat）在不同的地區及國家扮演不同的角色。咖啡（特別是濃縮咖啡）在義大利飲食文化中扮演非常重要的角色。比薩餅、意式麵食及調味飯都是聞名世界各地的義大利料理。

## 語言

義大利語使用地區分布圖。深藍色為官方語言地區，綠色為廣泛居民使用地區，淡藍色為部份居民使用地區

### 義大利語
義大利的官方語言是義大利語。民族語估計，義大利大約有5500萬人使用這種語言，其他國家則有670萬人使用義大利語。然而世界各地使用義大利語當作第二語言或文化語言則有1億2000萬至1億5000萬人。
義大利語在義大利統一完成後開始改變，以佛羅倫斯各種托斯卡納語為基礎，有些介於南方的義大利-達爾馬提亞語與加洛羅曼語（Gallo-Romance languages）北義大利語之間。義大利語的發展也受到了民族大遷徙時傳入的日爾曼語影響。
不像大多數其他的羅曼語，義大利語保留了存在於拉丁語中的短和長子音。義大利語就像大多數羅曼語中，重音是獨特的。在羅曼語系中，義大利語的詞彙被認為是最接近拉丁語。

### 方言
義大利全國各地擁有許多方言，有一些義大利人並不會講義大利語。但是國民教育體系的建立，導致講遍布全國各地的語言變化減少。標準化在1950年代和60年代由於經濟成長及傳播媒介和電視崛起（國家廣播公司幫助標準義大利語的形成）。
少數民族語言包括阿爾巴尼亞語、加泰隆尼亞語、克羅埃西亞語、法蘭克-普羅旺斯語、法語、弗留利語、德語、希臘語、拉登語、奧克語、薩丁尼亞語和斯洛維尼亞語。1999年頒布的一項法律承認這12種少數語言的存在，且對他們進行保護。

## 教育

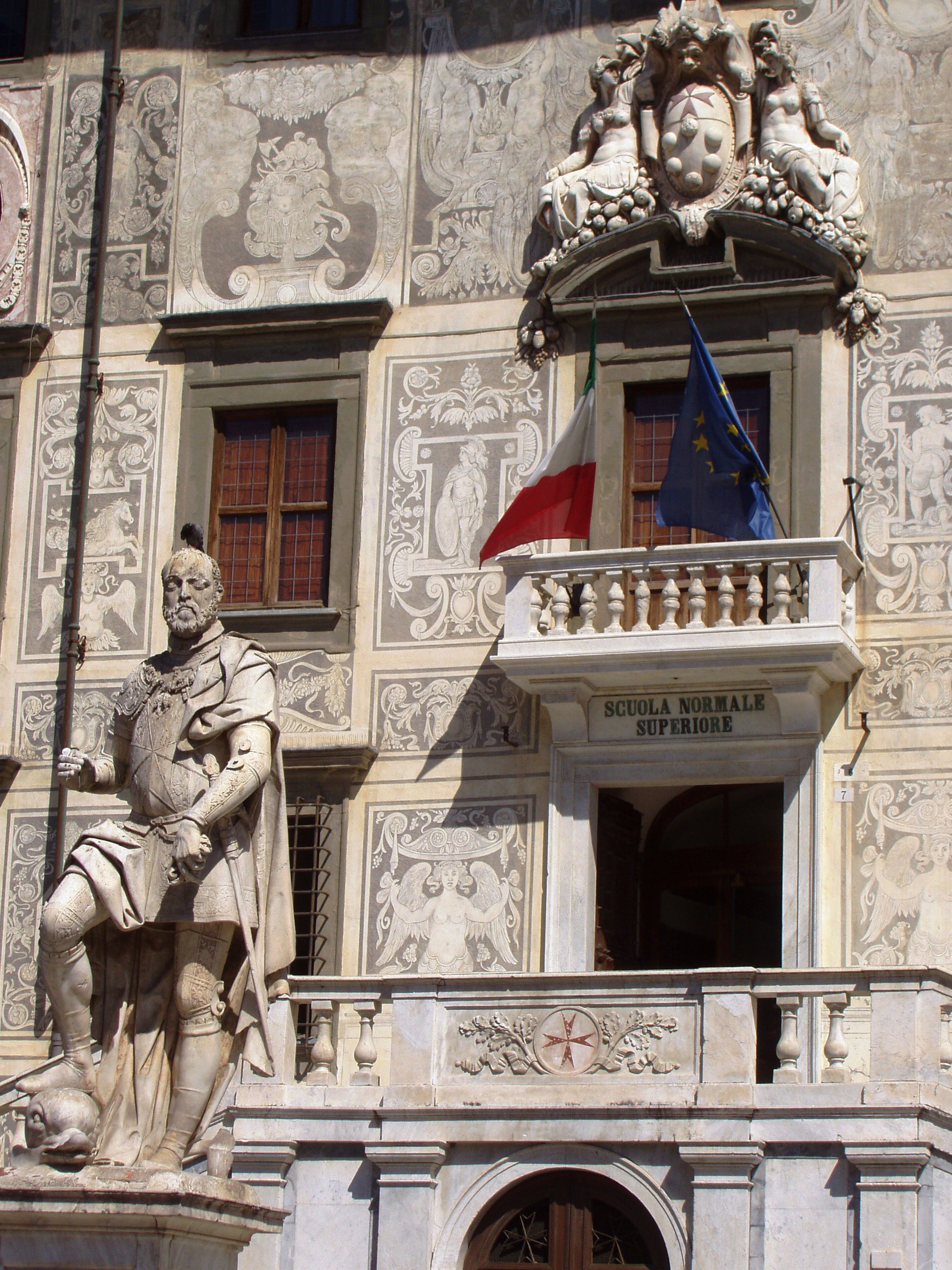
高等師範學院（Scuola Normale Superiore di Pisa），也是比薩大學的一部份

義大利的公共教育是免費的，義務教育則從6-14歲，小學教育為5年，中學教育則為8年，並分為第一階段（初級中學）和第二階段（高級中學） 。義大利擁有高水準的公共教育，超過了其他一樣發達的國家，例如英國及德國 。義大利也擁有公共及私人的教育系統。
據美國國家科學指標（1981年-2002年）一個由研究服務團隊製作，包含90多個國家輸出和論文統計的數據庫顯示，義大利的科學論文（在許多論文當中，至少有一位作者是來自義大利）、空間科學(太空科學) （世界上9.75％的論文是從義大利來的）、數學（數量佔世界上論文的5.51％） 計算機科學、神經科學與物理輸出都高於平均水平;最低則是社會科學、心理學、精神病學、經濟學與商業論文的產出，不過仍略高於世界平均水平。

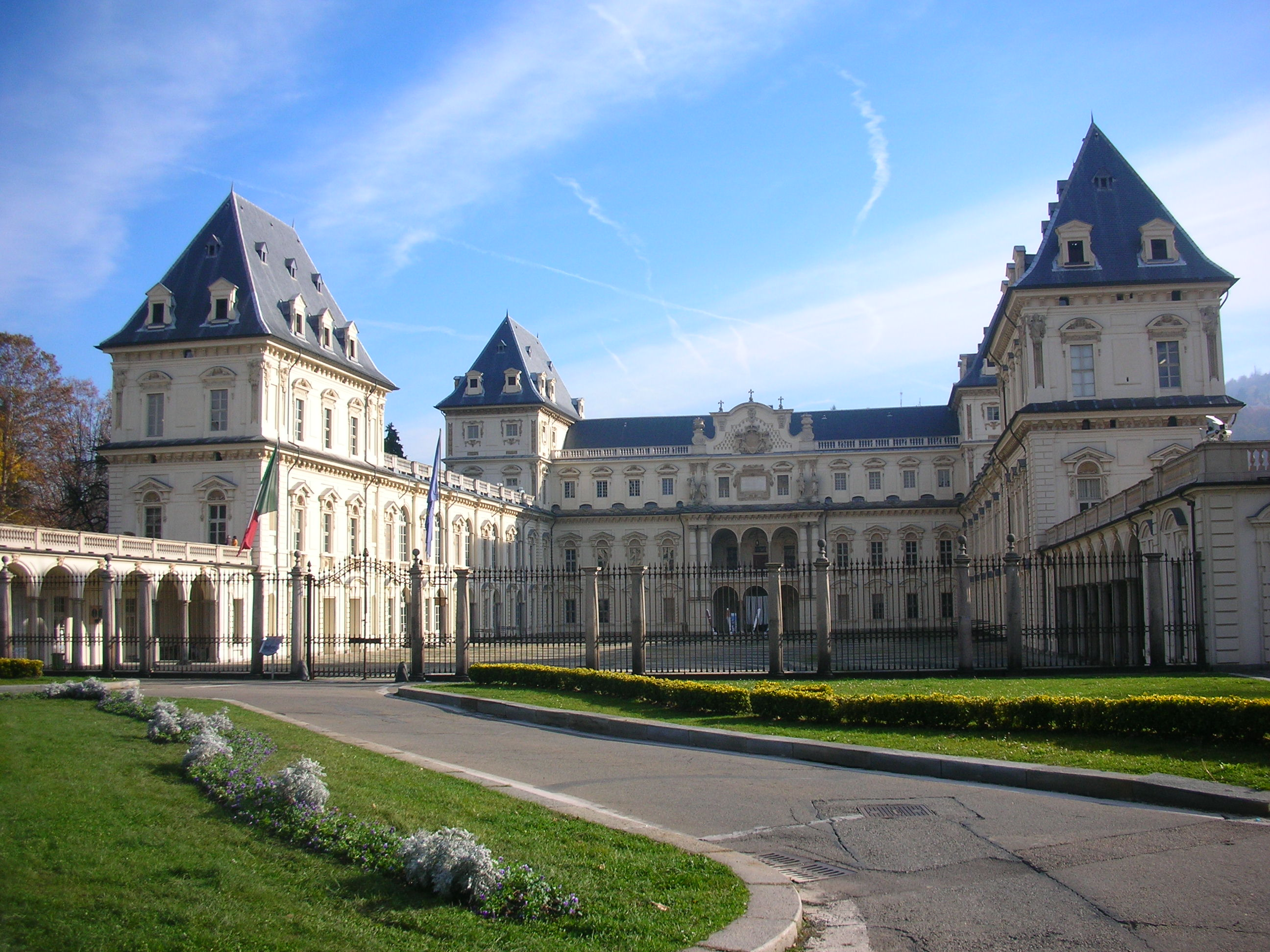
瓦倫蒂諾城堡，位於都灵理工大学校園內

義大利擁有各式各樣的大學，學院和院校。米蘭的博科尼大學在華爾街日報的國際排名中名列世界前20名最佳商學院 ，特別是工商管理碩士學程。在2007年根據大型跨國公司招聘偏愛的畢業生排行榜名列世界第17位。此外，福布斯在金錢價值排行榜中將博科尼大學名列世界第1。2008年5月，博科尼在金融時報執行教育排名榜中，超越一些全球頂尖商學院，名列歐洲第5位，世界第15位。
義大利其他一流大學及理工學院包括：都灵理工大学、米蘭理工大學（在2009年被評選為在世界最佳科技大學排行中名列第57名。從2008年第63位上升6個名次。義大利在2009年將該校是義大利最好的大學，參考指標包括科學生產力、對外國學生吸引力以及其他等方面）、羅馬大學（在2005年名列歐洲第33佳的大學，歐洲50所和世界150所最好的大學之一）與米蘭大學（其研究和教學活動，發展了多年，並且已經獲得重要的國際讚譽。米蘭大學是歐洲研究型大學聯盟唯一的義大利大學 ，該聯盟擁有20所著名的研究密集型歐洲大學。它也在萊頓排名中名列義大利第1與歐洲第7） 。
義大利和西方世界最古老的大學是波隆納大學。根據2009年泰晤士高等教育-QS世界大學排名的報導，波隆納大學是唯一一所名列世界大學前200大的義大利大學。帕多瓦大學也仍然是歐洲最古老的大學之一，該校成立於1222年。

## 政治

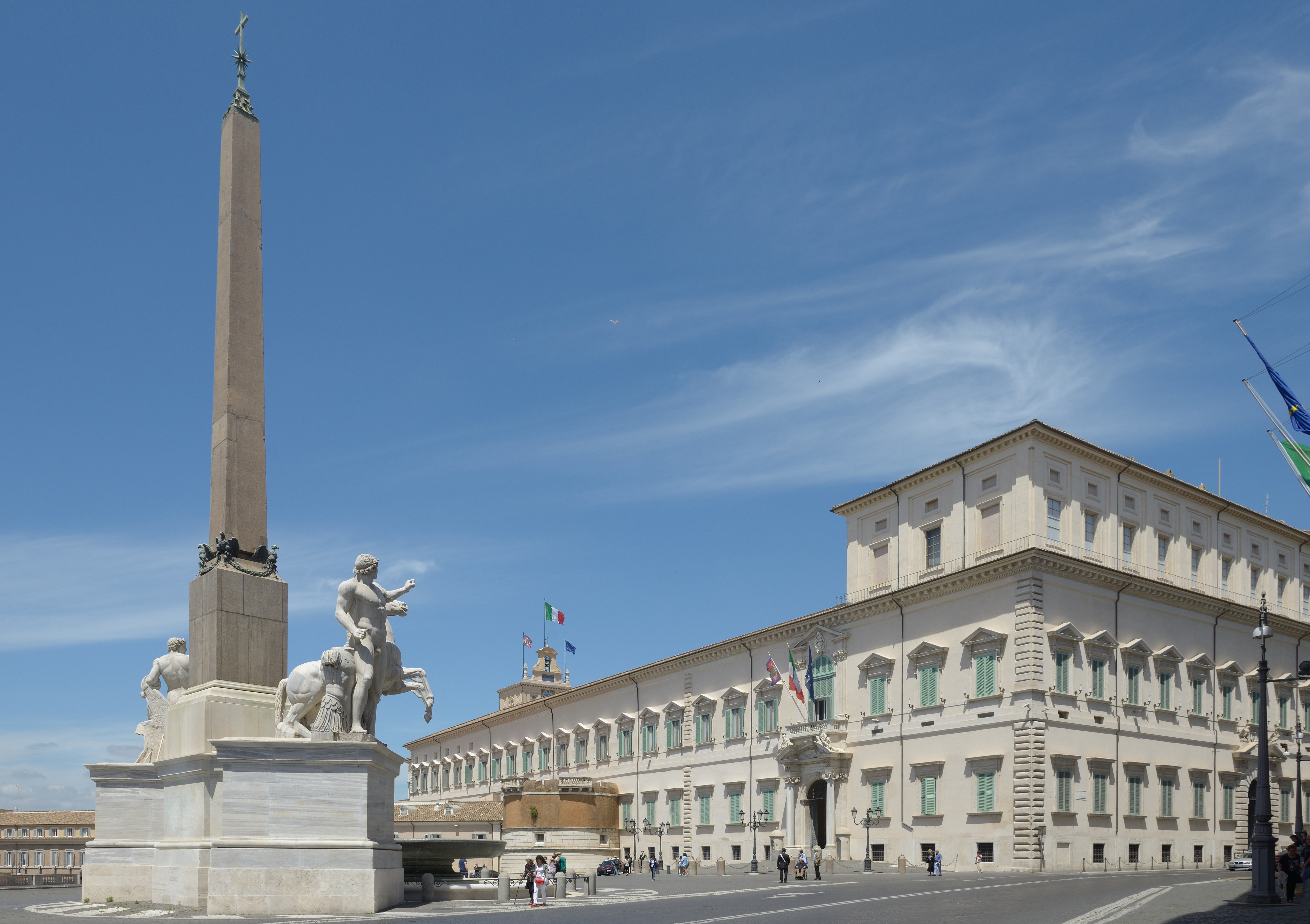
奎里纳尔宫是義大利總統的官邸

義大利現行憲法於1947年12月22日由立憲大會通過。憲法規定義大利是一個建立在勞動基礎上的民主共和國。議會是最高立法和監督機構，採用兩院制議會形式，由共和國參議院和眾議院組成。兩院權力相等，可各自通過決議，但兩院決議相互關聯。參、眾兩院分別有315個和630個席位，參、眾議員均由普選產生（義大利公民年滿18歲即可享有選舉權，但年滿25方可有權參選議員），兩院議員任期5年。憲法法院主要是檢查和監督法律條文是否符合憲法，由15名法官組成，任期9年，不得兼職，享有豁免權。此外，還依次設有地方調解法官、初審法院（輕罪）、法庭、初審法院（負責民事和刑事案件）、上訴法院、審計院（主管公共帳目及養老金）等。
現任的義大利總統是喬治·納波利塔諾，美國總統巴拉克·歐巴馬曾如此形容他：「就像一些人所稱讚的一樣，不僅因為他長期為民服務，也因為他為人正直及高尚。我只想要確認我聽到每件關於他的傳聞是真實的。他是一位特別的紳士，這個國家偉大的領導者。事實上他是如此親切的東道主，讓我們全部都非常感激。」
前任義大利總理西爾維奧·貝盧斯科尼，他的資產淨值為94億美元，也是歐洲及西方世界最富有的政府領導人。
義大利總統每七年由議會選舉選出，象徵義大利，而且背負許多義大利國王賦予的責任。義大利總統可以任命立法院的人事，是司法院的首長，也是義大利軍隊的總指揮官。義大利總統可以任命義大利總理，而總理則可以任命其他部長的人事。

## 外部連結
- Leonardo, Michelangelo and Fine Italian Crafts are just example of the Italian Culture. （页面存档备份，存于）